# 710年代
| 千纪： | 1千纪                                                                                  |
| 世纪： | 7世纪 \| 8世纪 \| 9世纪                                                                |
| 年代： | 680年代 \| 690年代 \| 700年代 \| 710年代 \| 720年代 \| 730年代 \| 740年代              |
| 年份： | 710年 \| 711年 \| 712年 \| 713年 \| 714年 \| 715年 \| 716年 \| 717年 \| 718年 \| 719年 |

## 大事记
- 阿拉伯帝国在伊比利亚半岛和中东扩张。
- 710年——唐朝金城公主嫁吐蕃王赤德祖赞。
- 710年——日本飞鸟时代结束，奈良时代开始。
- 710年7月21日——李隆基发动政变杀和安乐公主。
- 712年——唐睿宗将皇位传给李隆基。
- 715年——日本元明天皇让位于皇女元正天皇。
- 715年——狄奥多西斯三世篡位成为拜占庭皇帝。
- 715年——唐朝与阿拉伯帝国之间爆发首次小规模的武装冲突：唐安西都护吕休璟在拔贺那与阿拉伯军队发生冲突。
- 715年5月19日——額我略二世被选为教宗。

## 出生
- 715年——岑参，唐朝诗人
- 718年——孝謙天皇／稱德天皇，日本第46/48代天皇

## 逝世
- 710年——李显，唐朝皇帝
- 710年——，唐中宗皇后
- 710年——安乐公主，唐中宗女
- 710年——上官婉儿，唐朝诗人
- 710年——李思训，唐朝将军
- 715年4月9日——君士坦丁，教宗